# Return Code
Als Return Code – englisch für Rückgabestatus oder auch Rückgabewert – oder Exit-Status wird allgemein in der Softwareentwicklung eine kurze Rückmeldung bezeichnet, meist ein Zahlenwert, den ein (untergeordneter) Prozess nach seiner Ausführung an seinen (übergeordneten) Aufrufer zurückgibt.

## Weitere Einzelheiten
Wenn in einem Computerprogramm ein Prozess einen neuen Prozess startet, wird der aufrufende Elternprozess und der aufgerufene Kindprozess genannt. Jeder Kindprozess gibt bei seiner Beendigung eine Rückmeldung (den Return Code) an den Elternprozess zurück, über den es ihm mitteilen kann, wie der Kindprozess ablief. So kann mitgeteilt werden, ob der Prozess korrekt ablief oder ob ein Fehler auftrat. Weitergehende qualifizierende Angaben sind möglich, beispielsweise Hinweise auf Warnungen oder unvollständige Abarbeitung. Anhand dieser Rückmeldung kann der Elternprozess über den weiteren Programmablauf entscheiden.

## Implementierungen
- in C und C++ die Konstanten EXIT_SUCCESS und EXIT_FAILURE
- in ABAP gibt es die globale System-Variable SY-SUBRC
- in REXX ist dafür die Variable RC reserviert
- in Turbo Pascal gibt es für viele I/O-Aufrufe die Variable IOResult

## Ausnahmen
In CP/M und frühen DOS COM Programmen liefert der Systeminterrupt INT 20h keinen Return Code zurück. Ab MS-DOS 2.0 wurde dafür der Systeminterrupt INT 21h eingeführt der dies tut.